# 大南圳
大南圳為一座位於臺灣臺東縣卑南鄉東興地區的灌溉水圳系統。大南圳最早由當地原住民族自行建於西元1925年(民國14年)，並引水自利嘉溪，其水源與台灣自來水公司利嘉淨水廠共同使用，為灌溉與民生共同使用，因此該進水口所在地為臺東地區極為重要的水源保護區，現由臺東農田水利會知本工作站以及台灣自來水公司利嘉淨水廠共同進行管理與維護。

## 沿革
大南圳由當地原住民族自行建於西元1925年(民國14年)，當時進水口設置於靠東興村利嘉溪左岸的林班地，然而當時水圳設施簡陋，並且無沉沙池之建設，導致取水不易，因此目前已將進水口移動至比利良橋上游約500公尺處，並在比利良橋右岸設置大南圳沉沙池與沉沙池水利公園。

## 設施

### 進水口
大南圳進水口設置於比利良橋上游約500公尺處，並設有三孔進水孔，屬於無閘門控制式，並在一旁設有排水閘門。

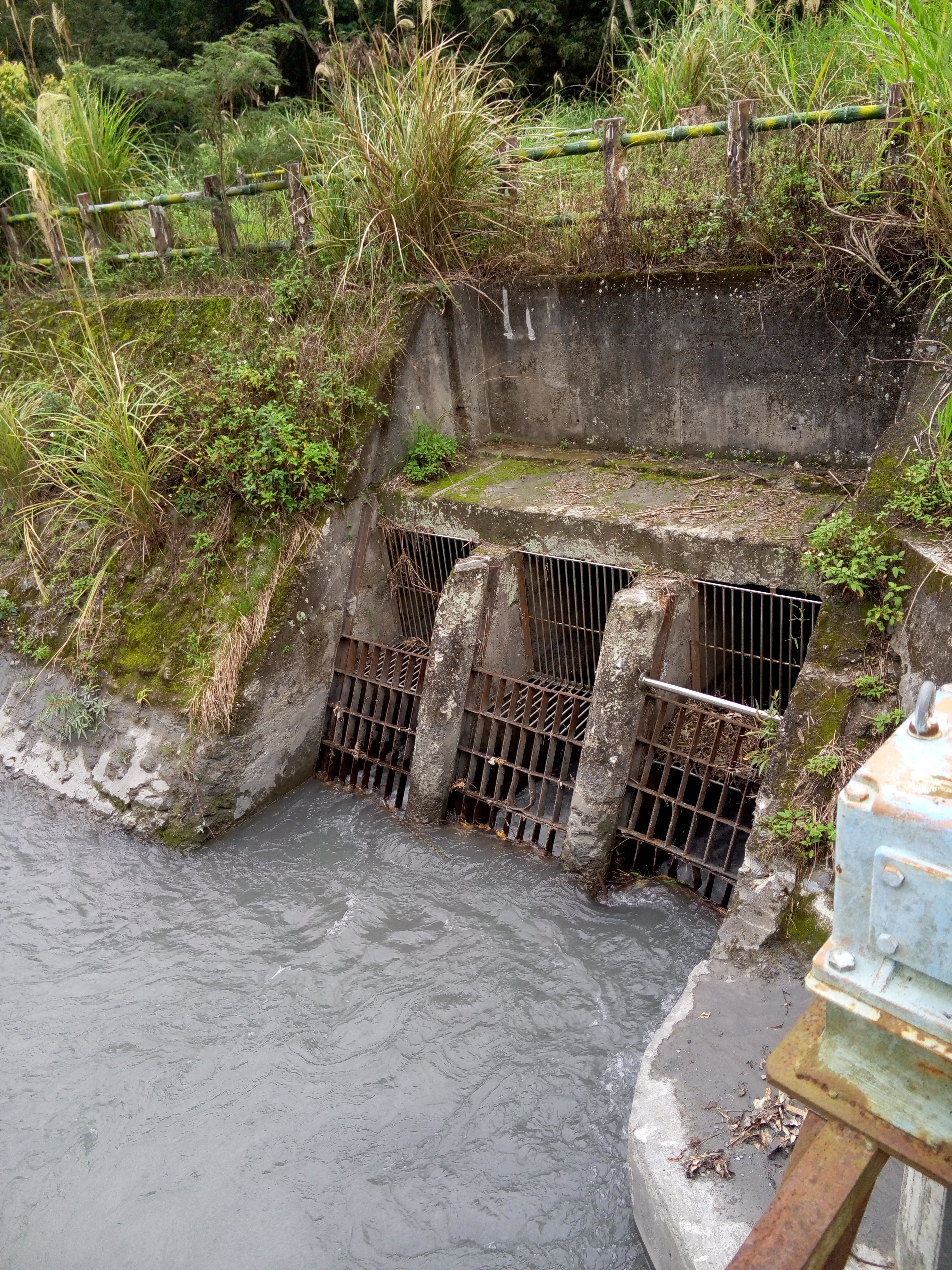
大南圳進水口
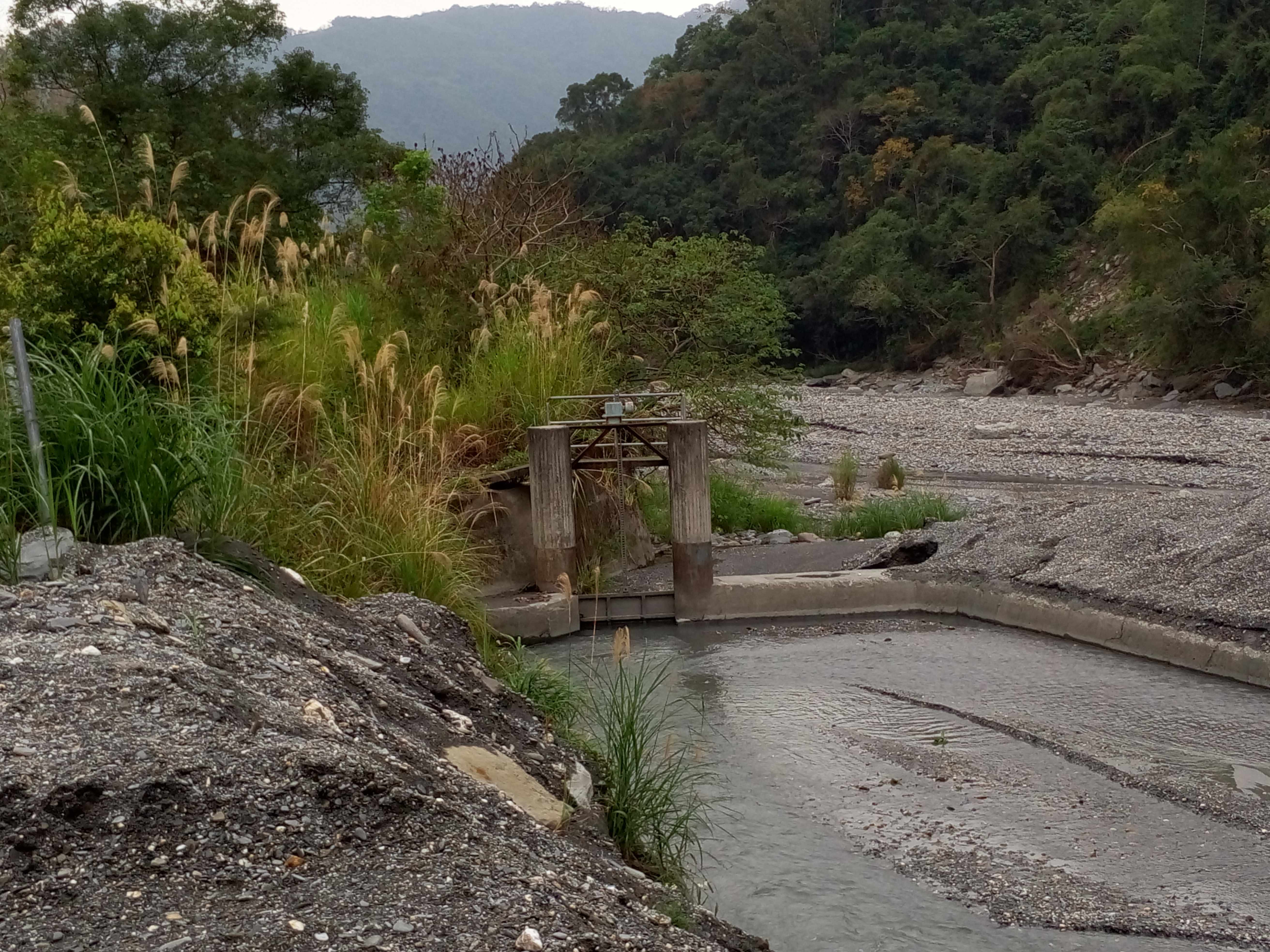
大南圳進水口排水閘門
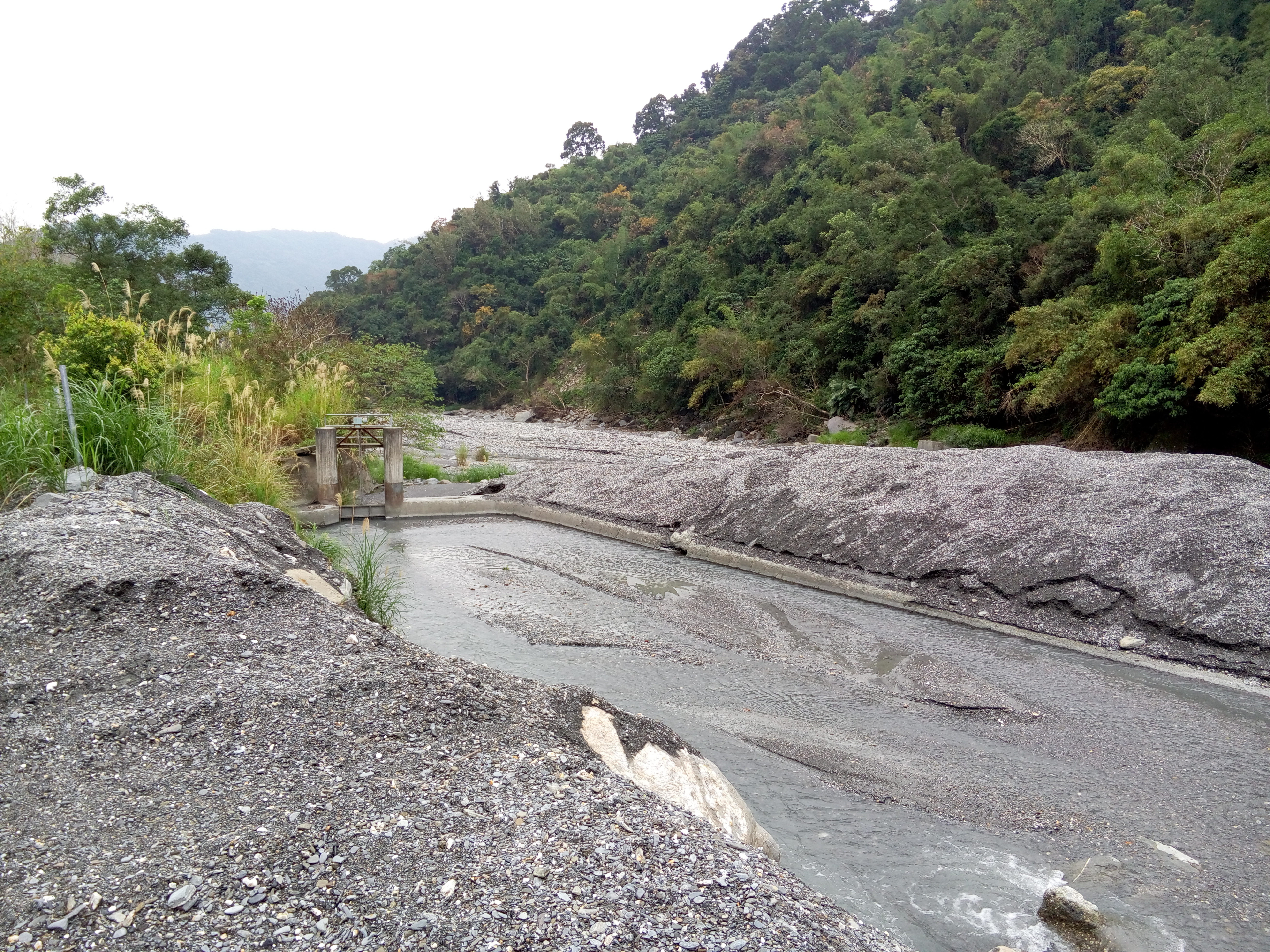
大南圳進水口遠觀，可看見臨時土堤所堆出的導水路

### 沉沙池
沉沙池設置於比利良橋右岸，其中，沉澱砂石後的水流將分往利嘉淨水廠與大南圳幹線。

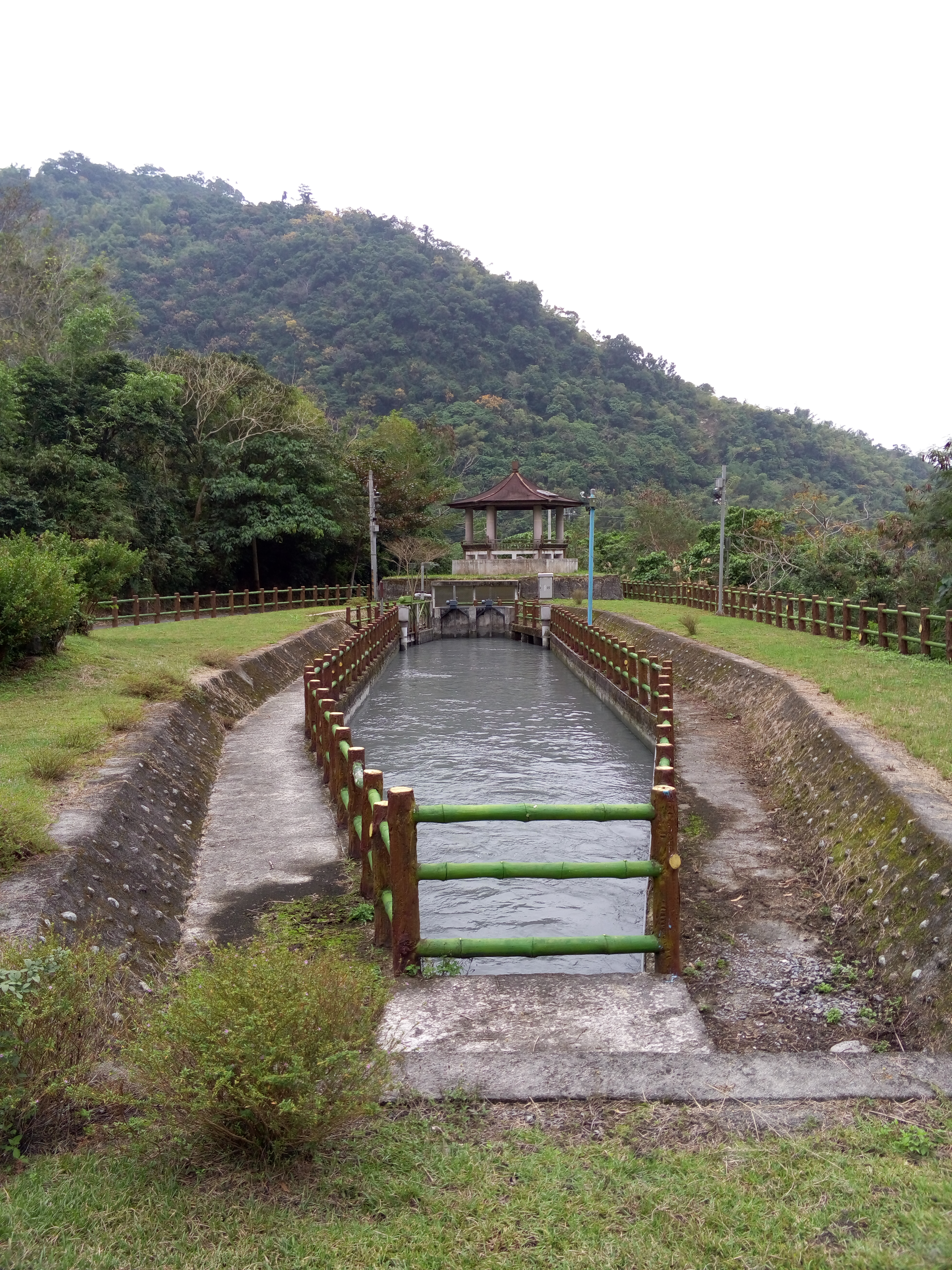
從比利良橋右橋頭望向大南圳沉沙池

### 水利公園
沉沙池水利公園分別設有一座涼亭與一刻有大南圳字樣之石碑。

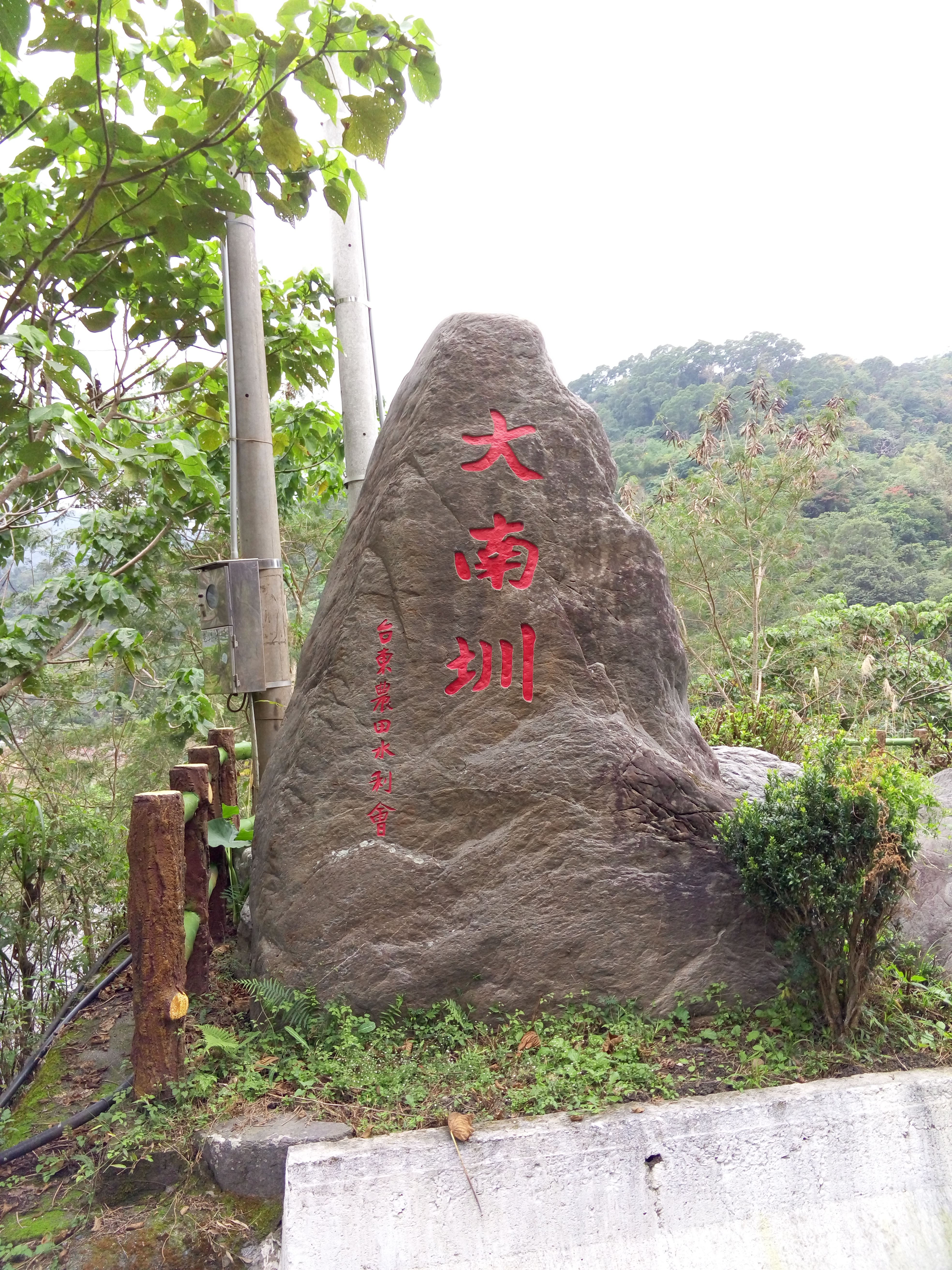
大南圳沉沙池水利公園石碑

## 周遭景點
- 東興發電廠
- 射馬干圳生態園區

## 資料來源
1. 1 2  .   [2015-01-26]. （原始内容存档于2016-01-21）.
2. ↑  .   [2015-01-26]. （原始内容存档于2014-12-08）.